# NK Hajduk Novaki Bizovački
NK Hajduk je nogometni klub iz Novaka Bizovačkih, naselja u sastavu općine Bizovac, a nedaleko Valpova u Osječko-baranjskoj županiji.
NK Hajduk je član Nogometnog središta Valpovo te Županijskog nogometnog saveza Osječko-baranjske županije.
Klub se trenutno nalazi u statusu mirovanja od 2015.

## Vanjske poveznice
- Službene stranice Općine Bizovac